# 葡萄汁酵母
葡萄汁酵母（學名：Saccharomyces uvarum）是酵母屬的一種真菌，常用於發酵飲料，特別是在低溫中發酵生產者。本種最早於1898年由荷蘭微生物學家马丁努斯·威廉·拜耶林克發表描述，但長期被認為是貝酵母的異名。近代分子種系發生學證據顯示葡萄汁酵母的基因組與貝酵母有一定差異，應為一獨立物種。